# Campionato europeo femminile di pallacanestro Under-18 Division B 2008
Il Campionato europeo femminile di pallacanestro Under-18 2008 (noto anche come FIBA EuroBasket Women Under-18 2008) si è svolto in Macedonia, a Skopje.

## Classifica finale
| Pos     | Team                 |  |
| ------- | -------------------- |  |
| Oro     | Lettonia             |  |
| Argento | Belgio               |  |
| Bronzo  | Slovenia             |  |
| 4.      | Grecia               |  |
| 5.      | Estonia              |  |
| 6.      | Paesi Bassi          |  |
| 7.      | Ungheria             |  |
| 8.      | Germania             |  |
| 9.      | Bosnia ed Erzegovina |  |
| 10.     | Portogallo           |  |
| 11.     | Irlanda              |  |
| 12.     | Israele              |  |
| 13.     | Inghilterra          |  |
| 14.     | Austria              |  |
| 15.     | Lussemburgo          |  |
| 16.     | Finlandia            |  |
| 17.     | Danimarca            |  |
| 18.     | Scozia               |  |
| 19.     | Macedonia            |  |
| 20.     | Svizzera             |  |